# Hartfordbridge
Hartfordbridge – wieś w Anglii, w hrabstwie Hampshire, w dystrykcie Hart. Leży 45 km na północny wschód od miasta Winchester i 57 km na zachód od Londynu.